# Felice Cavagnis
Felice Cavagnis (13 de janeiro de 1841 - 29 de dezembro de 1906) foi um advogado canônico italiano e cardeal .

## Vida
Cavagnis nasceu em Bordogna, que hoje se encontra dentro da Comuna de Roncobello , na diocese de Bergamo .
Depois de um curso no Pontifício Seminário Romano, ele recebeu o doutorado em filosofia, teologia e em direito civil e canônico. Papa Leão XIII nomeou-o professor de direito eclesiástico público no Seminário Romano em 1880, cargo que ele manteve por quinze anos, período em que se mostrou um eminente canonista, especialmente em tudo o que se relacionava com a constituição da Igreja e suas relações. com a sociedade civil.
As congregações romanas competiam umas com as outras para assegurar seus serviços. Foi nomeado Consultor das Sagradas Congregações de Bispos e Regulares, do Conselho e dos Estudos; Consultor e Secretário da Congregação dos Assuntos Eclesiais Extraordinários; Canonista da Penitenciaria Sagrada; e membro da Comissão para a Codificação do Direito Canônico. Em todos esses cargos, ele deixou traços de sua agilidade e habilidade em lidar com questões árduas e delicadas. A Áustria, a Espanha e Portugal honraram-no com títulos e distinções, enquanto o soberano pontífice o fez sucessivamente cônego de várias basílicas romanas, reitor do Seminário Romano, Prelado Nacional e, finalmente, 18 de abril de 1901, o elevou ao cardinalato.
Cavagnis morreu em Roma aos 65 anos.

## Obras
Ele é mais conhecido por seu importante trabalho: "Institutionses Juris Publici Ecclesiastici" (Elementos do Direito Eclesiástico Público), um manual confiável e até clássico do governo eclesiástico.
As mais importantes de suas publicações são: "Della natura di società giuridica e pubblica competente alla Chiesa" (Roma, 1880); "Nozioni di diritto pubblico naturale ed ecclesiastico" (Roma, 1886); "La Massoneria quel che quel qui fatto, quel che vuole" (Roma, 1905); "Instituições Iuris Publici Ecclesiastici" (Roma, 1906), em três volumes.

## Link Externo
- Obras de ou sobre Felice Cavagnis no Internet Archive
- Biography